# Tura Satana

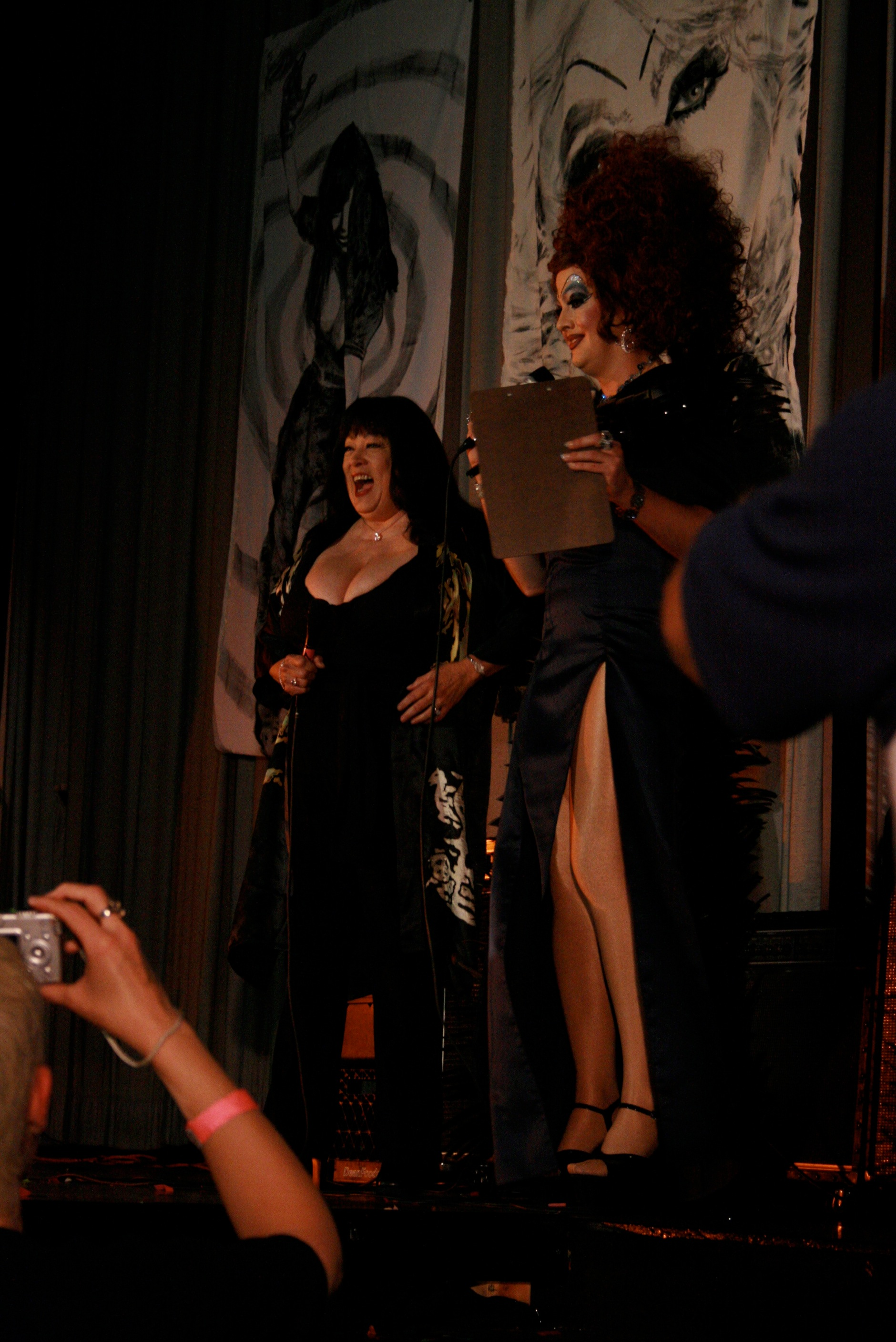

Tura Satana (Hokkaido, 10 de julho de 1938 - Reno, 4 de fevereiro de 2011) foi uma atriz e dançarina exótica nipo-americana, conhecida por seu papel como "Varla" no filme cult de 1965 Faster, Pussycat! Kill! Kill! do cineasta Russ Meyer.